# 医師養成課程を持つモンゴル国の大学一覧
医師養成課程を持つモンゴル国の大学一覧（いしようせいかていをもつもんごるのだいがくいちらん）では、医師の養成課程を有するモンゴル国の大学の一覧を示す。
- 国立モンゴル医科大学（英語版）

School of Medicine（ウランバートル）
Darkhan-Uul Medical College（ダルハン市・ダルハン・オール県）
Dornogobi Medical College（ドルノゴビ県）
Gobi Altai Medical college（ゴビ・アルタイ県）
- ウランバートル医科大学（英語版）（ウランバートル）
- アチ医科大学（英語版）（ウランバートル）